# Mistrzostwa Świata w Strzelectwie 1899
Mistrzostwa Świata w Strzelectwie 1899 – trzecie mistrzostwa świata w strzelectwie. Odbyły się one w holenderskiej miejscowości Loosduinen. Rozgrywano konkurencje tylko dla mężczyzn.
Indywidualnie najwięcej medali zdobyło trzech zawodników: Szwajcar Franz Böckli (2 złote i 1 brązowy), Szwajcar Emil Kellenberger (1 złoty i 2 srebrne) i Duńczyk Lars Jørgen Madsen (1 złoty, 1 srebrny i 1 brązowy). W klasyfikacji generalnej wygrała reprezentacja Szwajcarii.

## Klasyfikacja medalowa
Gospodarze mistrzostw
| Pozycja | Kraj            | Złoto | Srebro | Brąz | Łącznie |
| ------- | --------------- | ----- | ------ | ---- | ------- |
| 1       | Szwajcaria      | 3     | 2      | 1    | 6       |
| 2       | Dania           | 1     | 1      | 1    | 3       |
| 3       | Wielka Brytania | 1     | 0      | 0    | 1       |
| 4       | Francja         | 0     | 1      | 1    | 2       |
| 5       | Włochy          | 0     | 1      | 0    | 1       |
| 6       | Holandia        | 0     | 0      | 1    | 1       |
| 6       | Norwegia        | 0     | 0      | 1    | 1       |

## Wyniki
| Konkurencja                                     | Złoto                                                                                 | Wynik     | Srebro                                                                           | Wynik     | Brąz                                                                                   | Wynik     |
| Karabin dowolny, trzy postawy, 300 m            | Lars Jørgen Madsen                                                                    | 943 pkt.  | Emil Kellenberger                                                                | 934 pkt.  | Franz Böckli                                                                           | 930 pkt.  |
| Karabin dowolny, trzy postawy, 300 m, drużynowo | Szwajcaria Franz Böckli Alfred Grütter Emil Kellenberger Konrad Stäheli Caspar Widmer | 4528 pkt. | Francja Maurice Lecoq Maxime Lardin Léon Moreaux Achille Paroche Alphonse Violet | 4404 pkt. | Dania Viggo Jensen Johan Johansen Lars Jørgen Madsen Anders Peter Nielsen Laurids Kjær | 4390 pkt. |
| Karabin dowolny leżąc, 300 m                    | Jesse Wallingford                                                                     | 334 pkt.  | Cesare Valerio                                                                   | 331 pkt.  | Léon Moreaux                                                                           | 325 pkt.  |
| Karabin dowolny klęcząc, 300 m                  | Konrad Stäheli                                                                        | 328 pkt.  | Emil Kellenberger                                                                | 325 pkt.  | Henrik Sillem                                                                          | 322 pkt.  |
| Karabin dowolny stojąc, 300 m                   | Franz Böckli                                                                          | 315 pkt.  | Lars Jørgen Madsen                                                               | 306 pkt.  | Olaf Frydenlund                                                                        | 306 pkt.  |